# Idaea amplipennis
Idaea amplipennis là một loài bướm đêm trong họ Geometridae.